# یخچال بوکت
یخچال بوکت مربوط به دوره قاجار است و در شهرستان عجب شیر، بخش مرکزی، دهستان دیز جرود شرقی، روستای بوکت واقع شده و این اثر در تاریخ ۲ مرداد ۱۳۸۷ با شمارهٔ ثبت ۲۳۰۳۷ به‌عنوان یکی از آثار ملی ایران به ثبت رسیده است.